# Красниковское сельское поселение (Знаменский район)
Красниковское се́льское поселе́ние — муниципальное образование в Знаменском районе Орловской области Российской Федерации.
Административный центр — село Красниково.

## История
Статус и границы сельского поселения установлены Законом Орловской области от 12 августа 2004 года № 418-ОЗ «О статусе, границах и административных центрах муниципальных образований на территории Знаменского района Орловской области».

## Население
| 2010 | 2012 | 2013 | 2014 | 2015 | 2016 | 2017 |
| ---- | ---- | ---- | ---- | ---- | ---- | ---- |
| 346  | →346 | ↘343 | ↘341 | ↘325 | →325 | ↘320 |
| 2018 | 2019 | 2020 | 2021 | 2023 |      |      |
| ↘307 | ↗311 | ↗325 | ↘319 | ↘310 |      |      |

## Состав сельского поселения
| № | Населённый пункт | Тип населённого пункта       | Население |
| - | ---------------- | ---------------------------- | --------- |
| 1 | Булгаково        | деревня                      | 1         |
| 2 | Казаковка        | посёлок                      | 1         |
| 3 | Корентяева       | деревня                      | 8         |
| 4 | Красниково       | село, административный центр | ↘320      |
| 5 | Липовка          | деревня                      | 0         |
| 6 | Реутово          | деревня                      | 11        |
| 7 | Столбчее         | село                         | 1         |
| 8 | Ячное            | село                         | 1         |